# Bermillo de Sayago
Bermillo de Sayago és un municipi de la província de Zamora, a la comunitat autònoma de Castella i Lleó. Inclou els nuclis de Fadón (68 hab.), Fresnadillo (104), Gáname (111), Piñuel (91), Torrefrades (166), Villamor de Cadozos (96) i Villamor de la Ladre (82).

## Demografia
| 1991 | 1996 | 2001 | 2004 | 2006 | 2007 |
| ---- | ---- | ---- | ---- | ---- | ---- |
| 1730 | 1549 | 1358 | 1327 | 1252 | 1267 |